# E Papa Re
E Papa Re is een lied van Santana; het werd in 1981 opgenomen voor het album Zebop en was de opener van het (geplaybackte) promotieconcert dat CBS filmde. E Papa Re, met zang van de toenmalige frontman Alex Ligertwood, heeft een intro a la Radar Love van Golden Earring en beschrijft een denkbeeldige reis door het oerwoud waar de inboorlingen zingend hun rituelen uitoefenen. Tijdens het tweede refrein voegt timbalesspeler Orestes Vilato ad-libs toe die de bevelen van het stamhoofd moeten voorstellen. E Papa Re verdween na 1982 van het (reguliere) live-repertoire, wel wordt het door diverse tribute-bands gespeeld.